# Rimjin-gang
Rimjin-gang est un magazine nord-coréen, publié en coopération avec Asia Press au Japon.
Le magazine fut fondé en 2007 à l'initiative de deux journalistes, le Japonais Ishimaru Jiro et le Nord-Coréen au nom de plume Lee Jun, qui s'étaient rencontrés à la frontière sino-coréenne. Rimjin-gang, du nom d'un fleuve qui relie les deux Corée, publie des articles et témoignages de journalistes nord-coréens vivant en Corée du Nord, qui transmettent clandestinement leurs articles, ainsi que des vidéos, hors du pays. Il vise à offrir à ses lecteurs une vision de la vie quotidienne en Corée du Nord, à contre-courant de la presse officielle du pays,,,. 
Le magazine est publié tous les deux mois, en coréen et en japonais. En octobre 2010 fut publiée une compilation d'articles traduits en anglais,.